# 2010年度演藝動力大獎得獎名單
演藝動力大獎2010頒獎禮，於2010年11月15日假香港跑馬地馬場快活看台舉行，當晚共頒發14個項目，當中音樂獎項、電影獎項及電視獎項各佔4項，另設「愛心動力大獎」及「致敬大獎」。以下為當晚的得獎名單：

## 音樂獎項
- 最突出唱片
  - 《Time Files》 ——陳奕迅
- 最突出男歌手
  - 《一絲不掛》 ——陳奕迅
- 最突出女歌手
  - 《愛你》 ——鄧紫棋
- 最突出音樂幕後精英
  - 《Faith》、《買一送一》 ——陳奐仁

## 電影獎項
- 最突出電影
  - 《歲月神偷》
- 最突出男演員
  - 《歲月神偷》 ——任達華
- 最突出女演員
  - 《分手說愛你》  ——薛凱琪
- 最突出電影幕後精英
  - 《葉問2》 ——洪金寶
  - 《志明與春嬌》 ——彭浩翔

## 電視獎項
- 最突出電視節目
  - 《荃加福祿壽》
- 最突出電視男藝員
  - 《公主嫁到》 ——陳豪
- 最突出電視女藝員
  - 《公主嫁到》 ——佘詩曼
- 最突出電視幕後精英
  - 《宮心計》 ——梅小青

## 愛心動力大獎
- 鄭秀文

## 致敬大獎
- 黎明

## 參看
- 演藝動力大獎2010 （页面存档备份，存于）